# 南昌邨

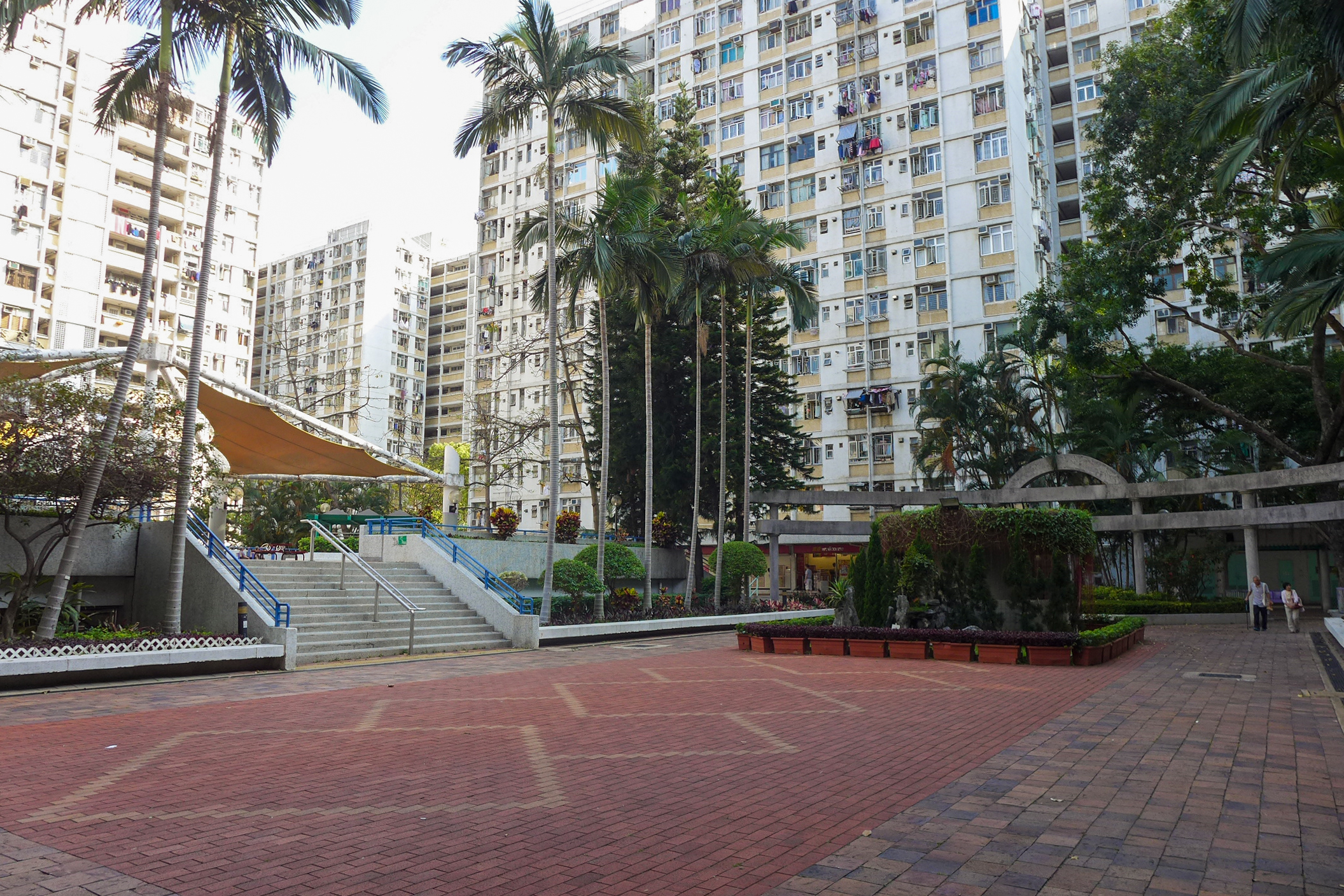
屋邨廣場中央原設大型水池，不過已被夷平

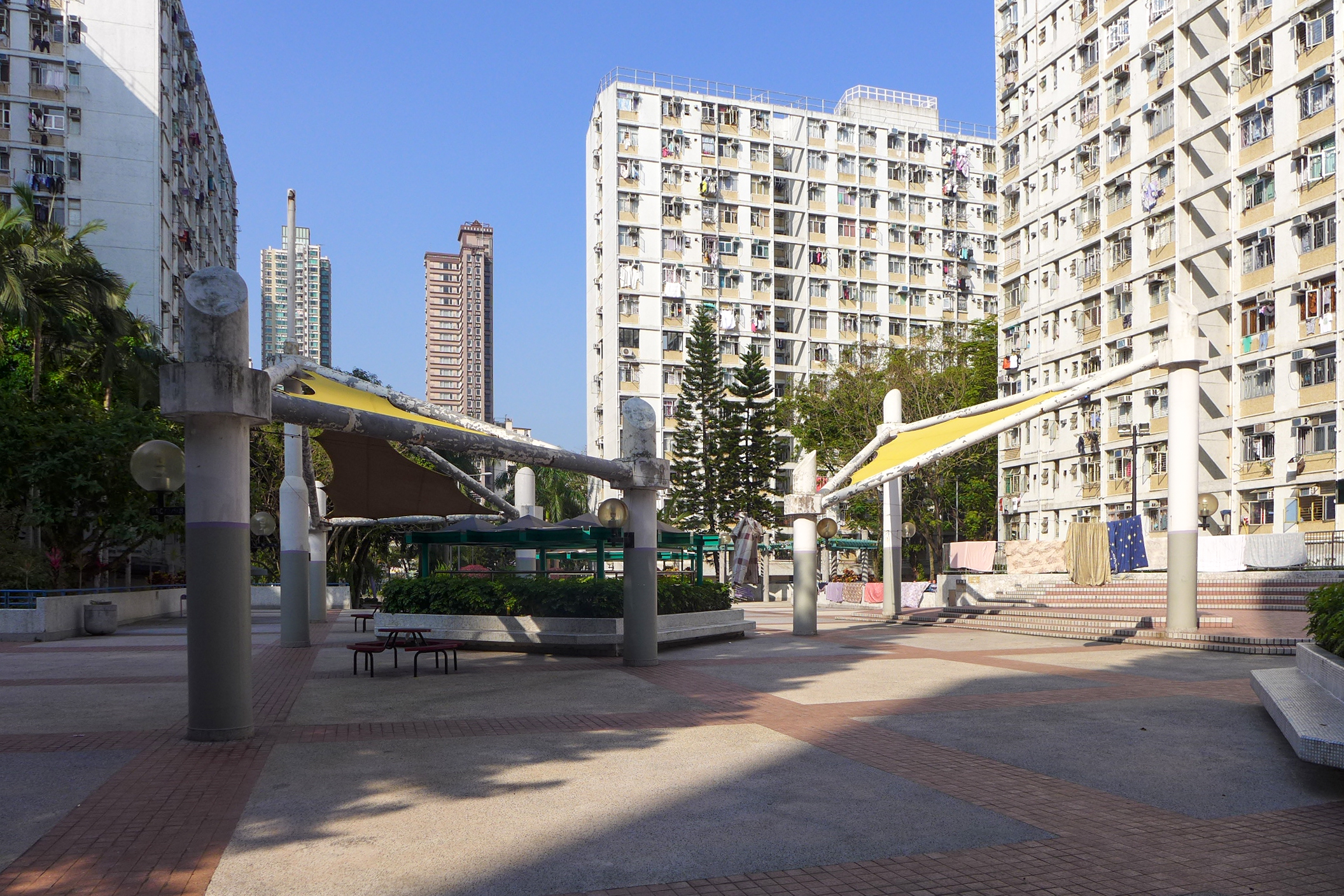
有蓋停車場天台休憩區

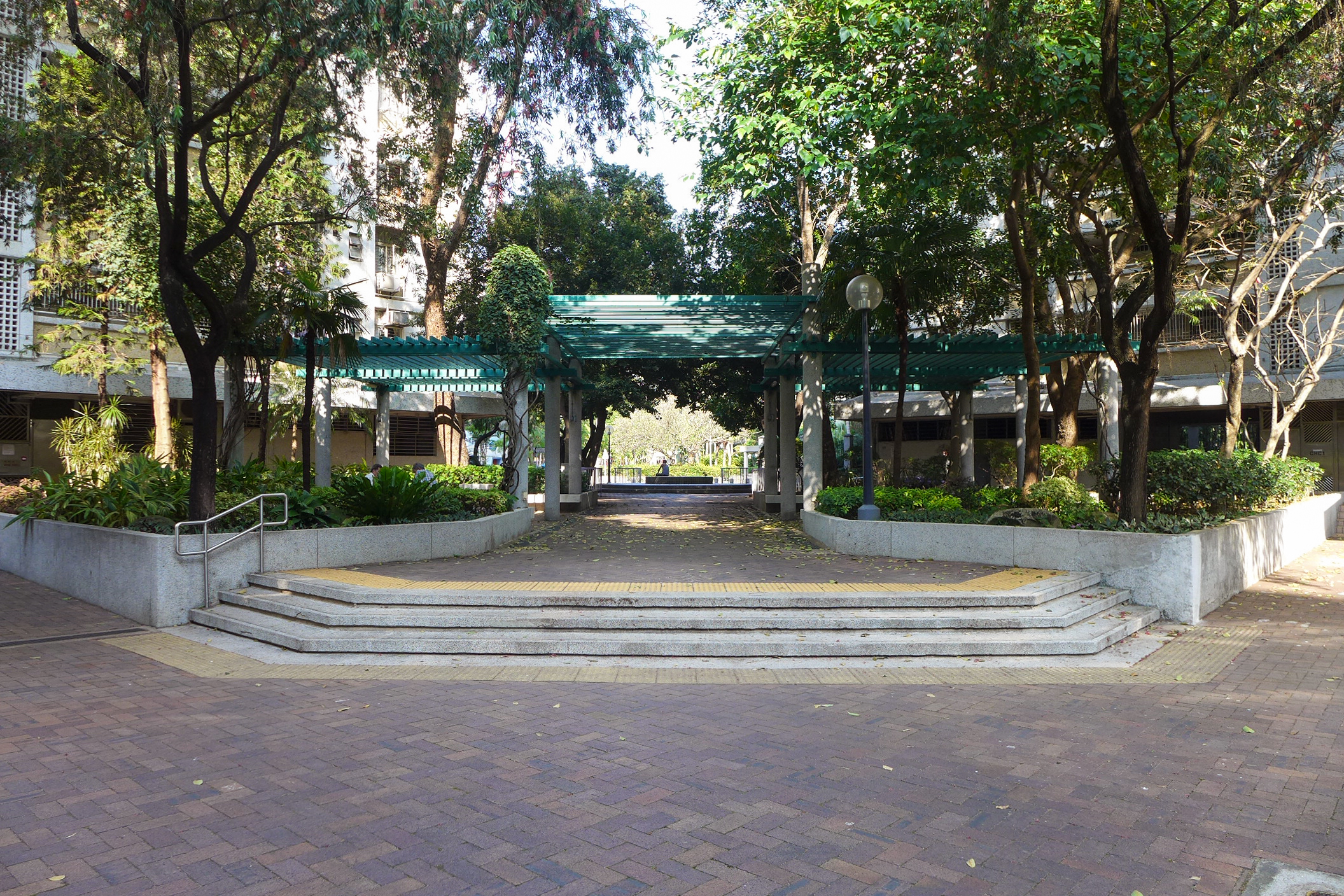
昌賢樓及昌頌樓之間的入口

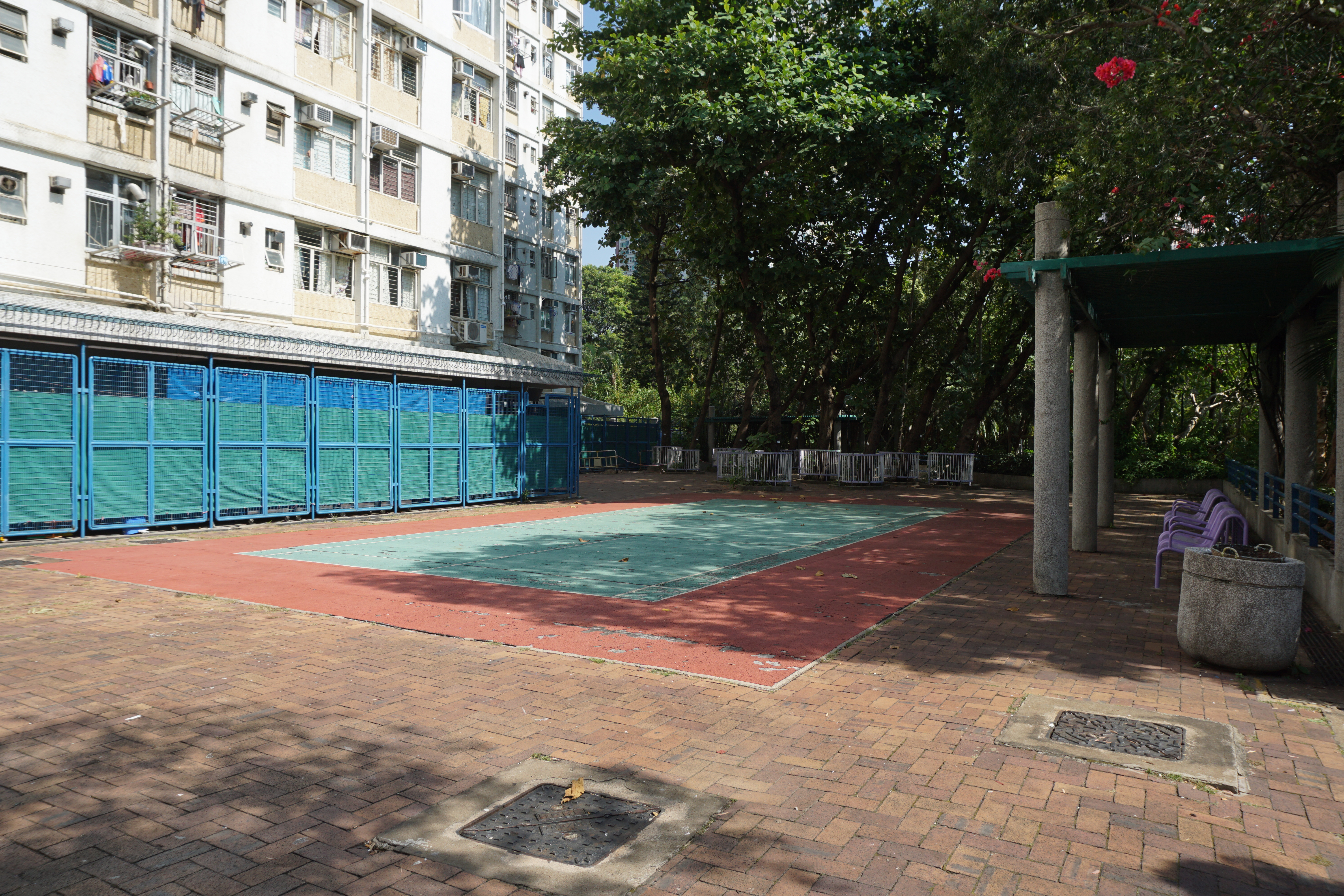
羽毛球場

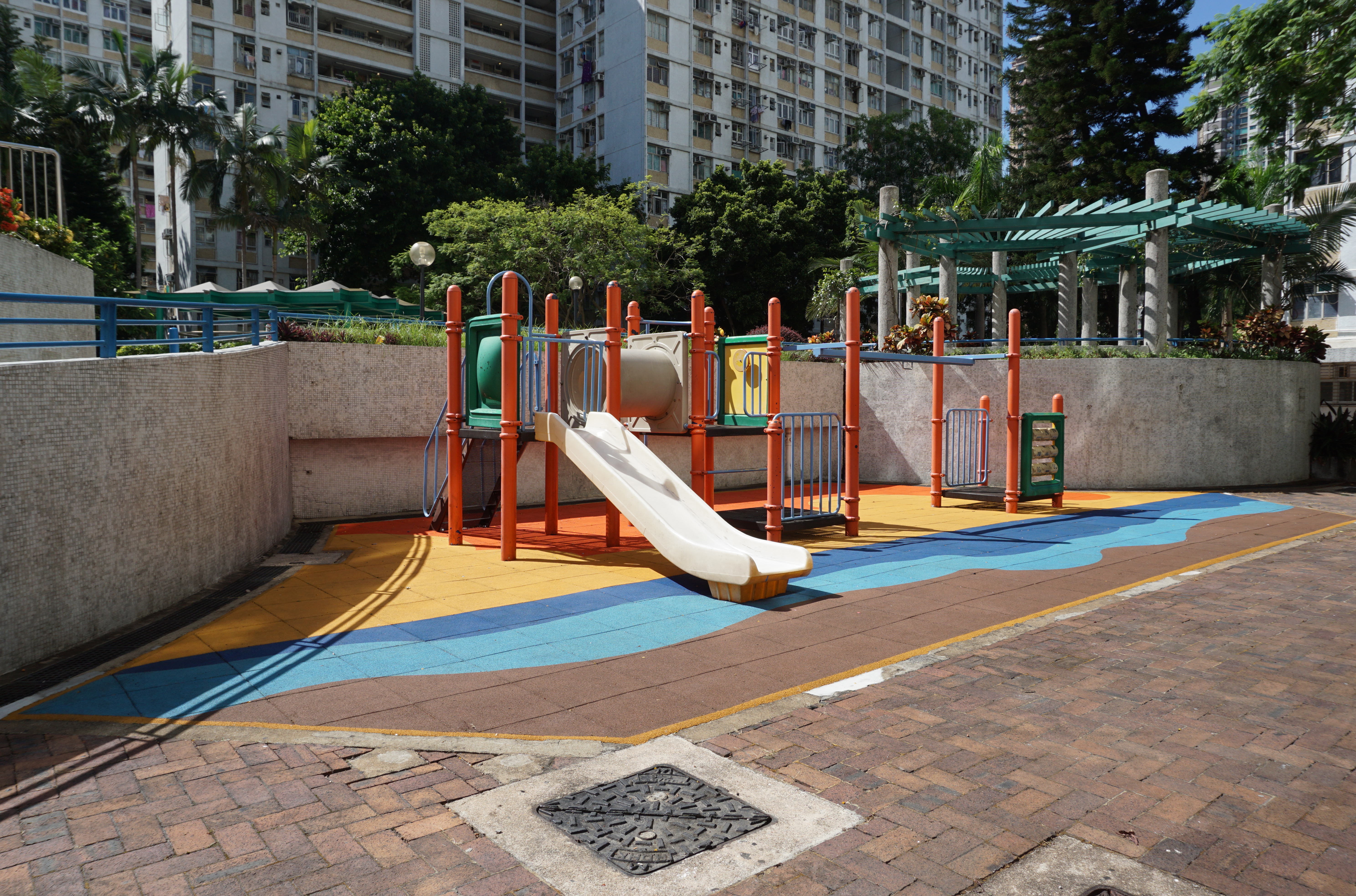
兒童遊樂場

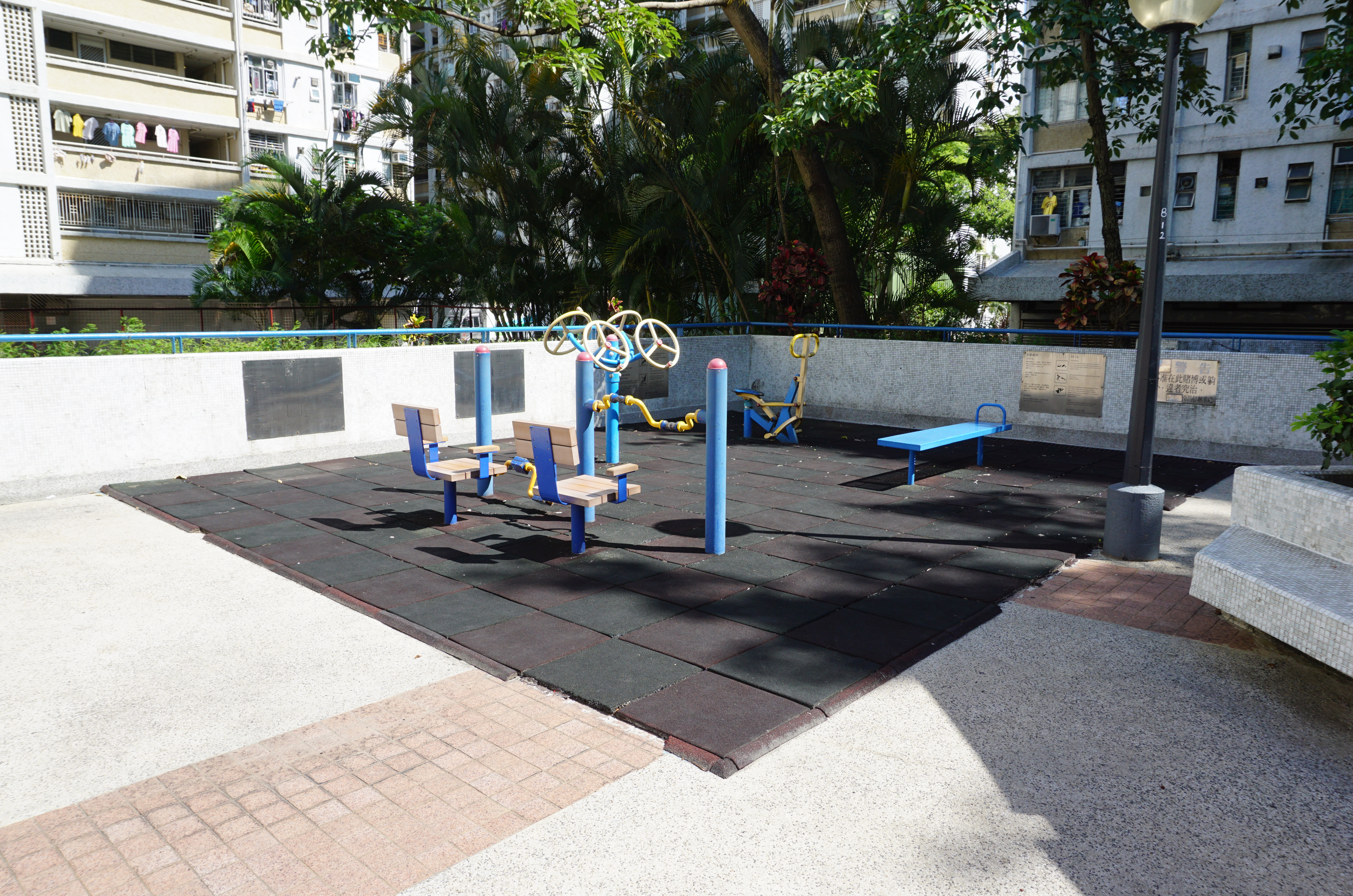
健體區

南昌邨（英語：Nam Cheong Estate）是香港的一個租者置其屋屋邨，位於九龍深水埗西近西九龍填海區，因鄰近南昌街而得名。大約於1986年7月開始興建，於1989年9月開始入伙，現已成立業主立案法團。

## 歷史
南昌邨的地皮屬於填海地，鄰近深水埗碼頭。政府於1977年欽州街對開進行深水埗第一期填海工程，以搬遷深水埗碼頭。填海工程完成後，此邨用地曾為露天貨倉及混凝土攪拌廠，直至1986年政府收地興建本邨，並且於1989年入伙。
南昌邨位置屬新開拓土地，雖然該邨的面積能夠興建Y型大廈，但因該邨興建時選址位於舊機場飛機航道之下而限制了樓宇高度（150英呎/45.72米），使其採用了相連長型大廈；而基於前述原因衍生的樓宇高度限制，該邨的樓宇全部都只設15層（住宅層數14層）。該邨7座樓宇中，其中5座皆是相連長型第三型樓宇，以同一屋邨計佔19座同款樓宇中最多，同時佔全港同款樓宇數目的四份之一。
此邨亦為26座問題公屋醜聞中白田邨14-16座受影響居民的指定安置屋邨，並為提前遷置受東頭邨22座、油塘邨17-26座、白田邨17座、元洲街邨1-3及第8座重建影響的居民提供安置資源。
於南昌邨入伙初期，部份向海的樓宇，如昌遜樓、昌逸樓、昌哲樓和昌頌樓部份單位皆可以觀看維多利亞港海景，但隨著西九龍填海計劃的竣工、西九龍公路和奧運站一帶樓宇的興建，上述提及的樓宇已不能觀看維多利亞港海景。該邨自機場搬遷至赤鱲角，圍繞該邨的欽州街、聚魚道及深旺道的交通流量導致上述提及的樓宇噪音問題十分嚴重，因此於1998年後期加設隔音屏以減低其影響。
南昌邨是香港房屋署租者置其屋計劃（第6期乙）出售的公共屋邨之一，於2005年9月1日供本邨居民購買現時租住的單位。截止2019年12月，本邨單位的認購率為73%，為市區租置屋邨中出售率次低的屋邨。

## 屋邨資料

### 樓宇
| 樓宇名稱（座號） | 樓宇類型                      | 落成年份 | 樓宇層數 （住宅層數） | 每層伙數 | 每座單位數目（伙） | 承建商   | 提供升降機的廠商 |
| ---------------- | ----------------------------- | -------- | --------------------- | -------- | ------------------ | -------- | ---------------- |
| 昌頌樓（第1座）  | 相連長型第三型 （第一款設計） | 1989年   | 15（14）              | 20       | 280                | 順成建築 | 富士達           |
| 昌賢樓（第2座）  | 相連長型第三型 （第一款設計） | 1989年   | 15（14）              | 20       | 280                | 順成建築 | 富士達           |
| 昌謙樓（第3座）  | 相連長型第一型 （第一款設計） | 1989年   | 15（14）              | 16       | 224                | 順成建築 | 富士達           |
| 昌遜樓（第4座）  | 相連長型第三型 （第一款設計） | 1989年   | 15（14）              | 22       | 308                | 順成建築 | 富士達           |
| 昌逸樓（第5座）  | 相連長型第三型 （第一款設計） | 1989年   | 15（14）              | 22       | 308                | 順成建築 | 富士達           |
| 昌哲樓（第6座）  | 相連長型第三型 （第一款設計） | 1989年   | 15（14）              | 20       | 208                | 順成建築 | 富士達           |
| 昌安樓（第7座）  | 相連長型第一型 （第一款設計） | 1989年   | 15（14）              | 16       | 224                | 順成建築 | 富士達           |

### 屋邨設施
本邨住戶較少，所以不設商場，各座樓宇地下設有商舖。
- 昌哲樓：仁愛之家
- 昌逸樓：惠康超級市場
- 昌遜樓：補習社、藥房、洗衣店、7-11便利店
- 昌頌樓：基督教香港信義會南昌幼稚園
- 昌安樓：肺積塵康復會
- 昌賢樓：明愛社區設施、五金舖、南昌邨居民協會、衞煥南區議員辦事處（已結業）、勵智協進會

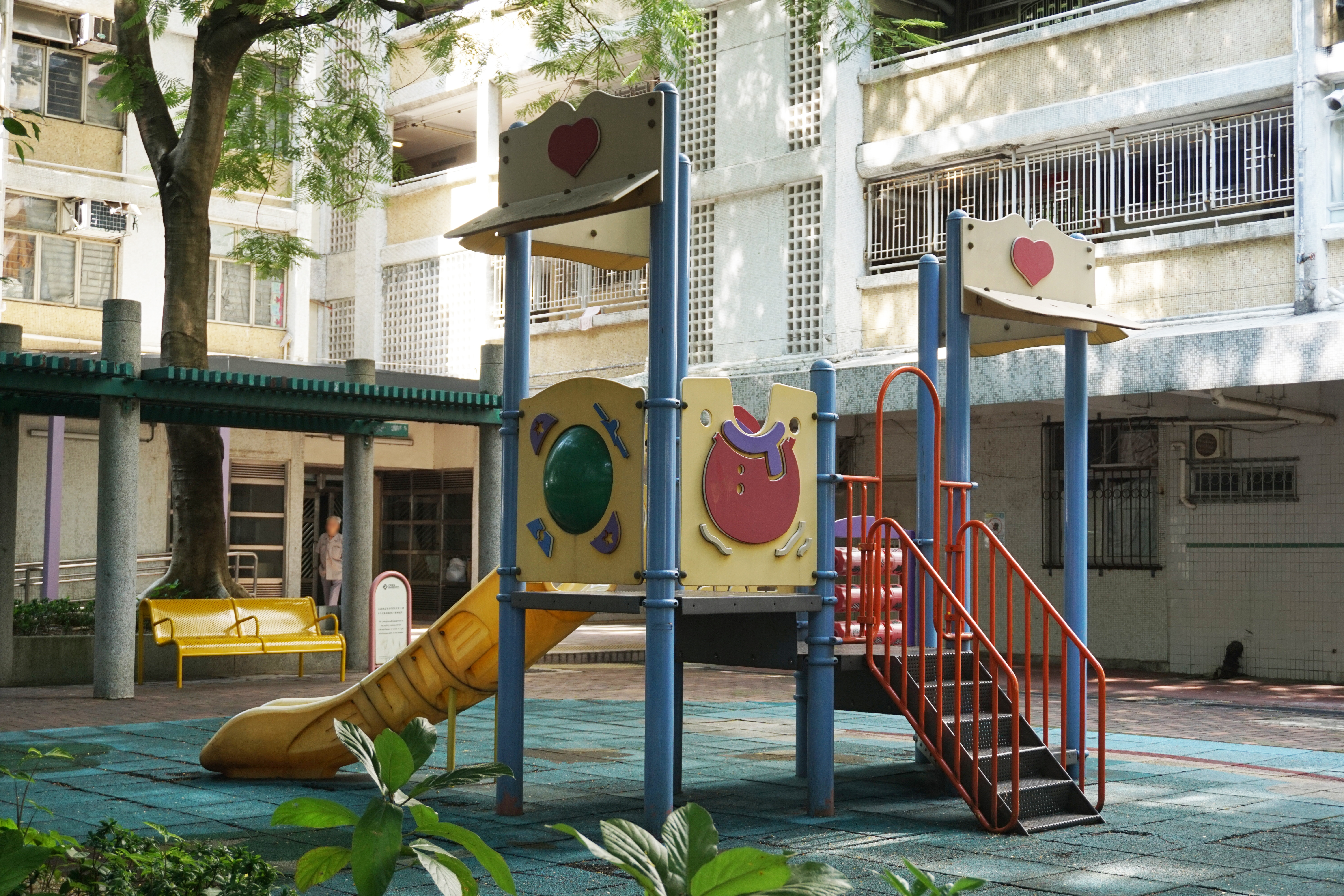
兒童遊樂場
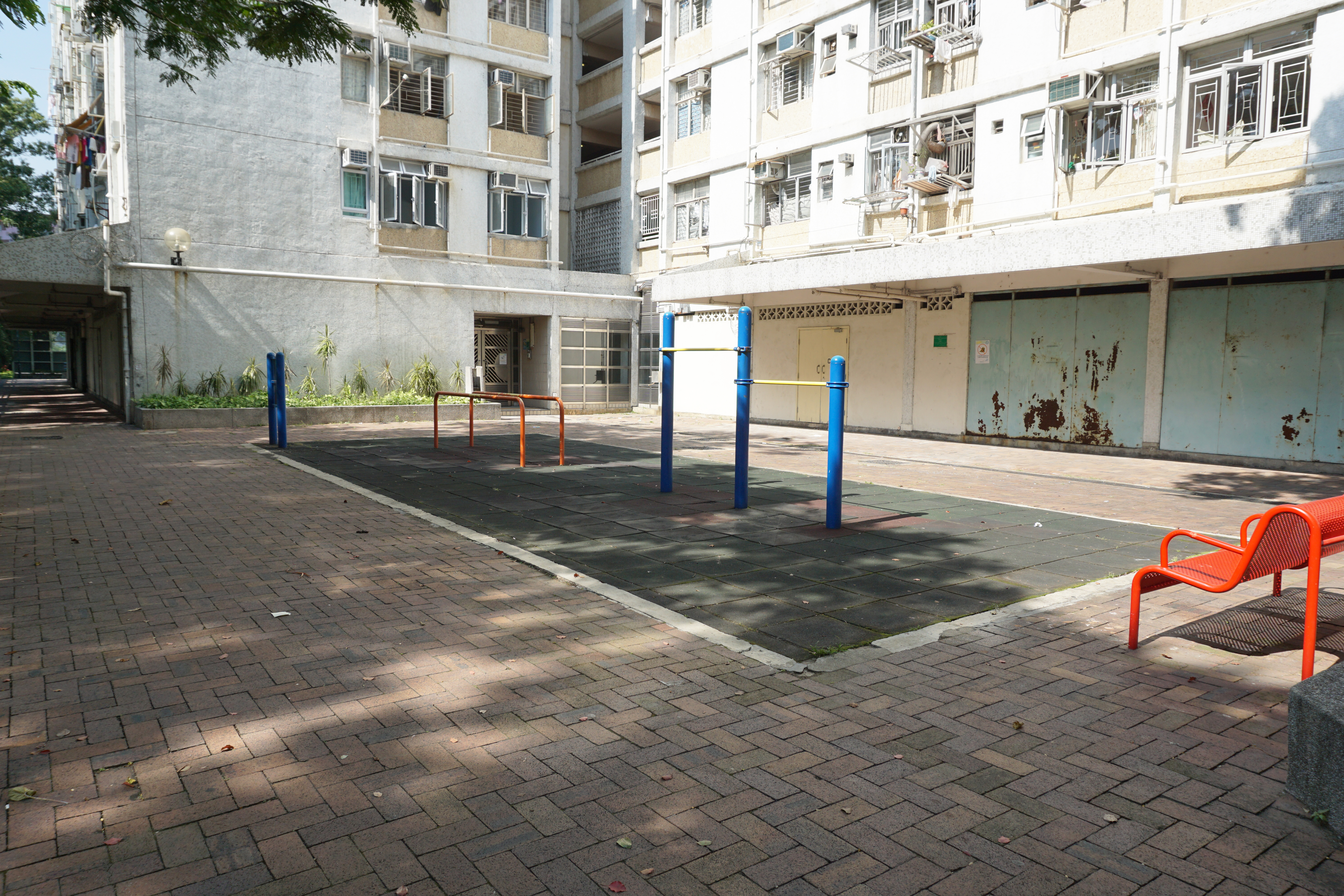
健體區
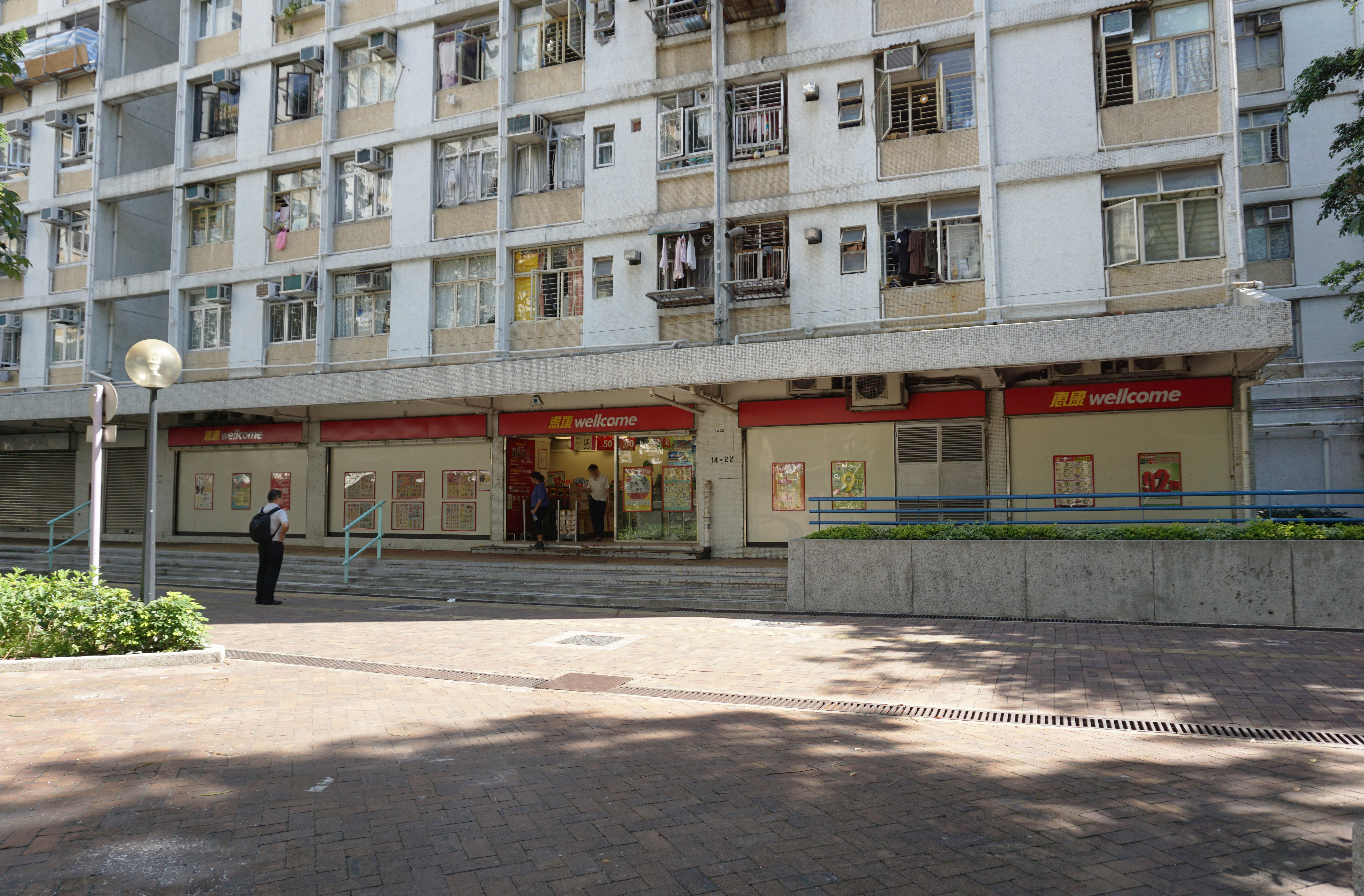
昌逸樓惠康超級市場
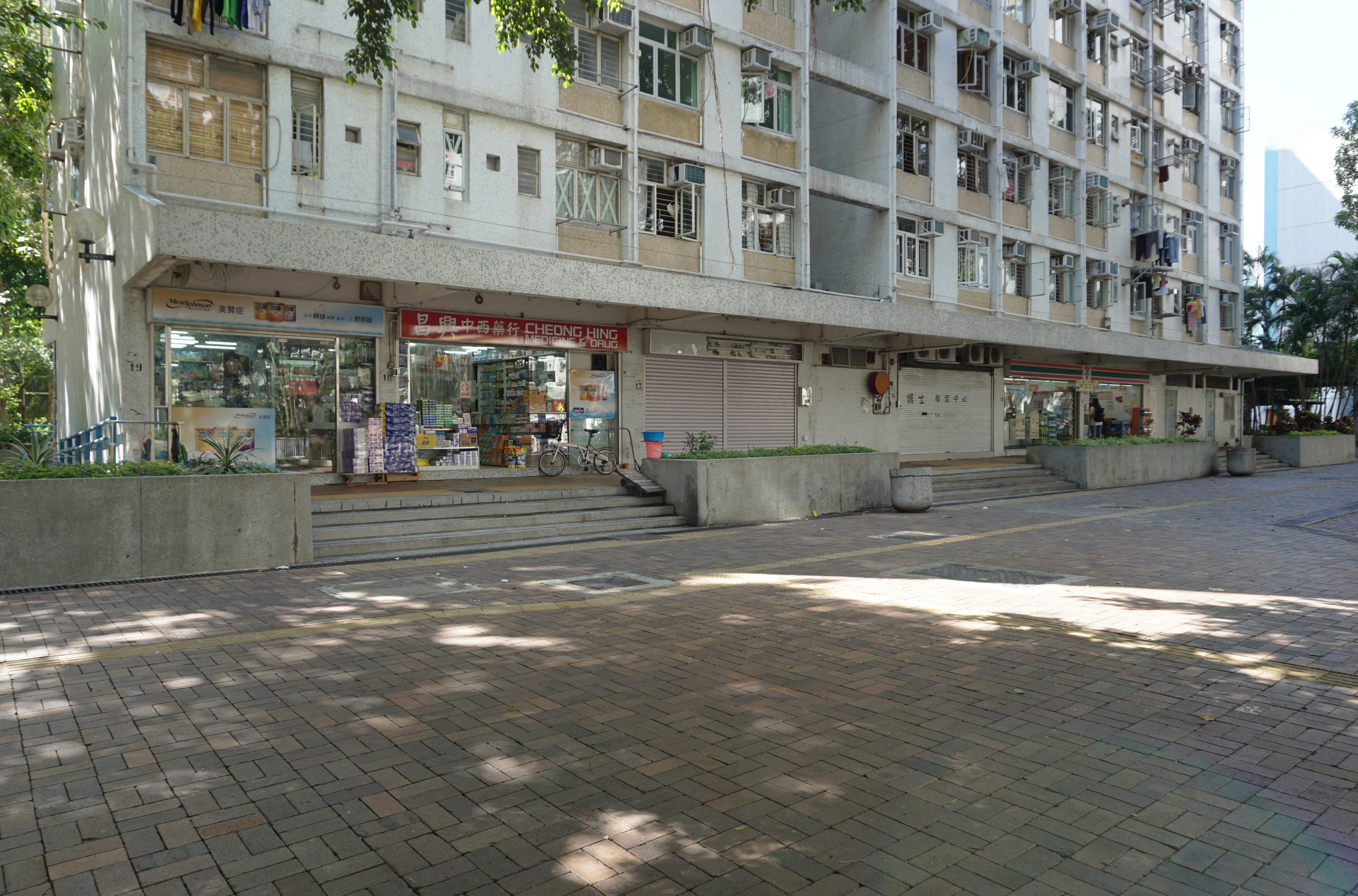
昌遜樓藥房及7-11便利店

南昌邨以西有一個同樣由香港房屋委員會發展且同樣以「南昌」命名的領展商場——南昌薈，但該商場其實是富昌邨的基座，前稱富昌商場，本來與同名公共屋邨呼應，但更名後無法呼應屋邨名稱。

### 教育及福利設施

#### 幼稚園
- 基督教香港信義會南昌幼稚園 （1989年創辦）（位於昌頌樓地下）
- 竹園區神召會南昌康樂幼兒學校 （1989年創辦）（位於南昌社區中心5樓）

#### 綜合家庭服務中心
- 香港國際社會服務社深水埗(南)綜合家庭服務中心

## 交通
早年，南昌邨曾有來往中環及澳門的渡輪服務，後來因為地鐵（今港鐵）荃灣綫的通車，加上新建深水埗碼頭的位置遠離深水埗的鬧市，來往中環的渡輪服務不斷減班，其後香港政府於1989年與建新機場，並於西九龍進行填海計劃，在以上的因素下，往中環渡輪服務最後於1992年6月1日取消，由九巴與中巴聯合營辦的114號線取代，隨著尖沙咀的中港碼頭於1988年啟用，來往深水埗與澳門的航線於1989年11月1日停航。
114號線由當時的中巴和九巴聯合經營，來往深水埗碼頭與中環港澳碼頭，114線於1997年改行西隧，改編號為914，並改為來往深水埗碼頭與天后站，後來由於中華巴士專營權取消緣故而轉交新世界第一巴士（新巴）營運，而914線經過數次更改後，至現在由海麗邨來往天后鐵路站（天后站），所以914線發展背景可算是見証了西九龍填海區一帶的發展。
深水埗碼頭巴士總站保留至1999年3月7日關閉，以深水埗碼頭巴士總站為終點站的所有巴士線遷至深水埗（東京街）巴士總站為終點站，以此站為中途站的路線則改至獲保留的第一條車坑；而原有深水埗碼頭巴士總站的地皮建成了富昌邨，富昌邨對出的位置是港鐵屯馬綫及東涌綫的南昌站。
2016年10月9日（重陽節）起，70S號線總站由佐敦（渡華路）遷往紅磡站並改經青沙公路往返和合石，同時擴大服務範圍，是首次有清明及重陽路線服務該區。（註：往和合石掃墓之乘客，需步行至長沙灣道北河街或怡閣苑分站登車）

## 鄰近
- 富昌邨
- 榮昌邨
- 港灣豪庭
- 西九龍紀律部隊宿舍